# Ecdemus rubrothorax
Ecdemus rubrothorax är en fjärilsart som beskrevs av Rothschild 1911. Ecdemus rubrothorax ingår i släktet Ecdemus och familjen björnspinnare. Inga underarter finns listade i Catalogue of Life.